# Müggelturm
Ej att förväxla med TV-tornet Fernsehturm Müggelberge.

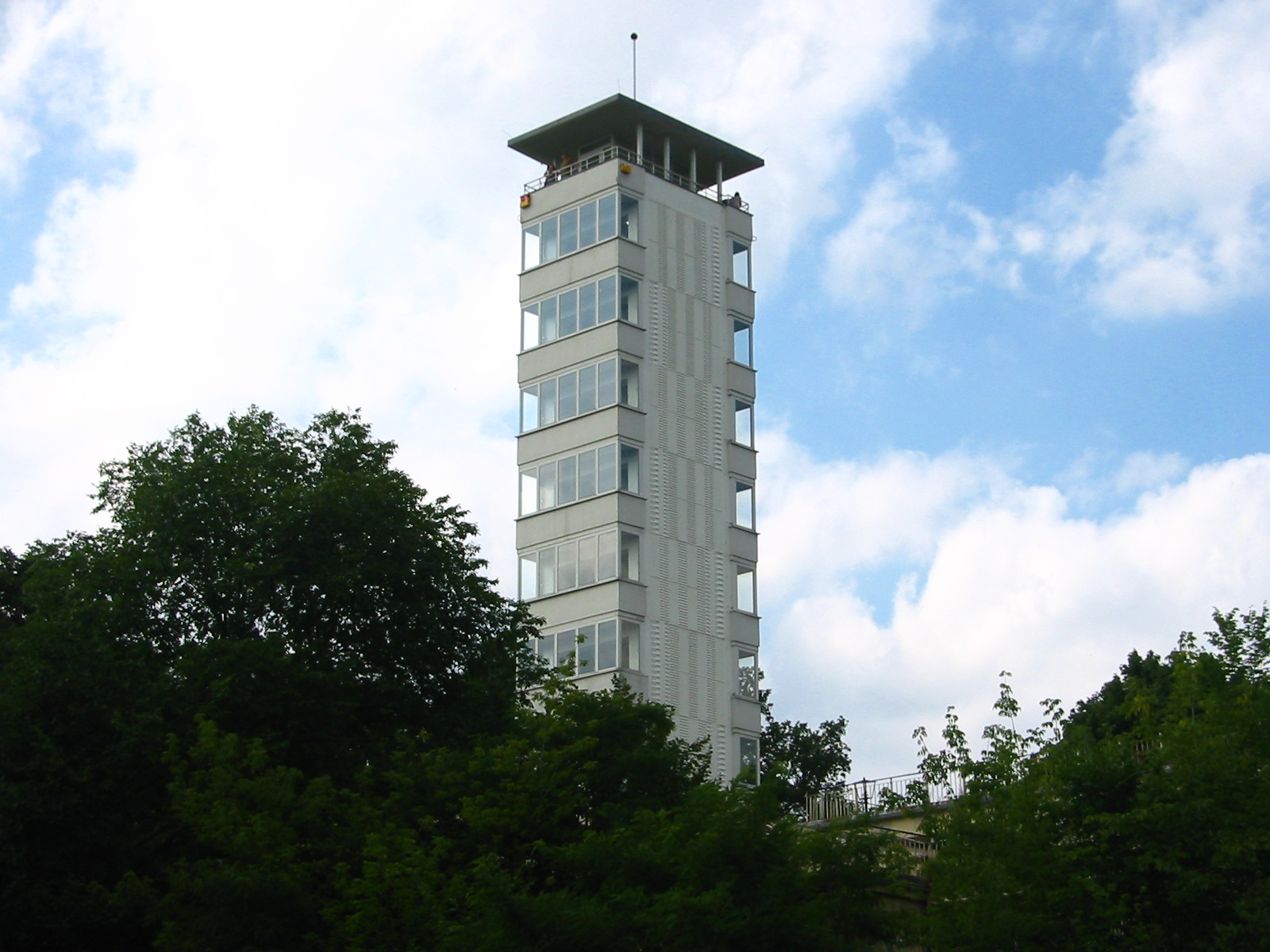
Müggelturm (2005)

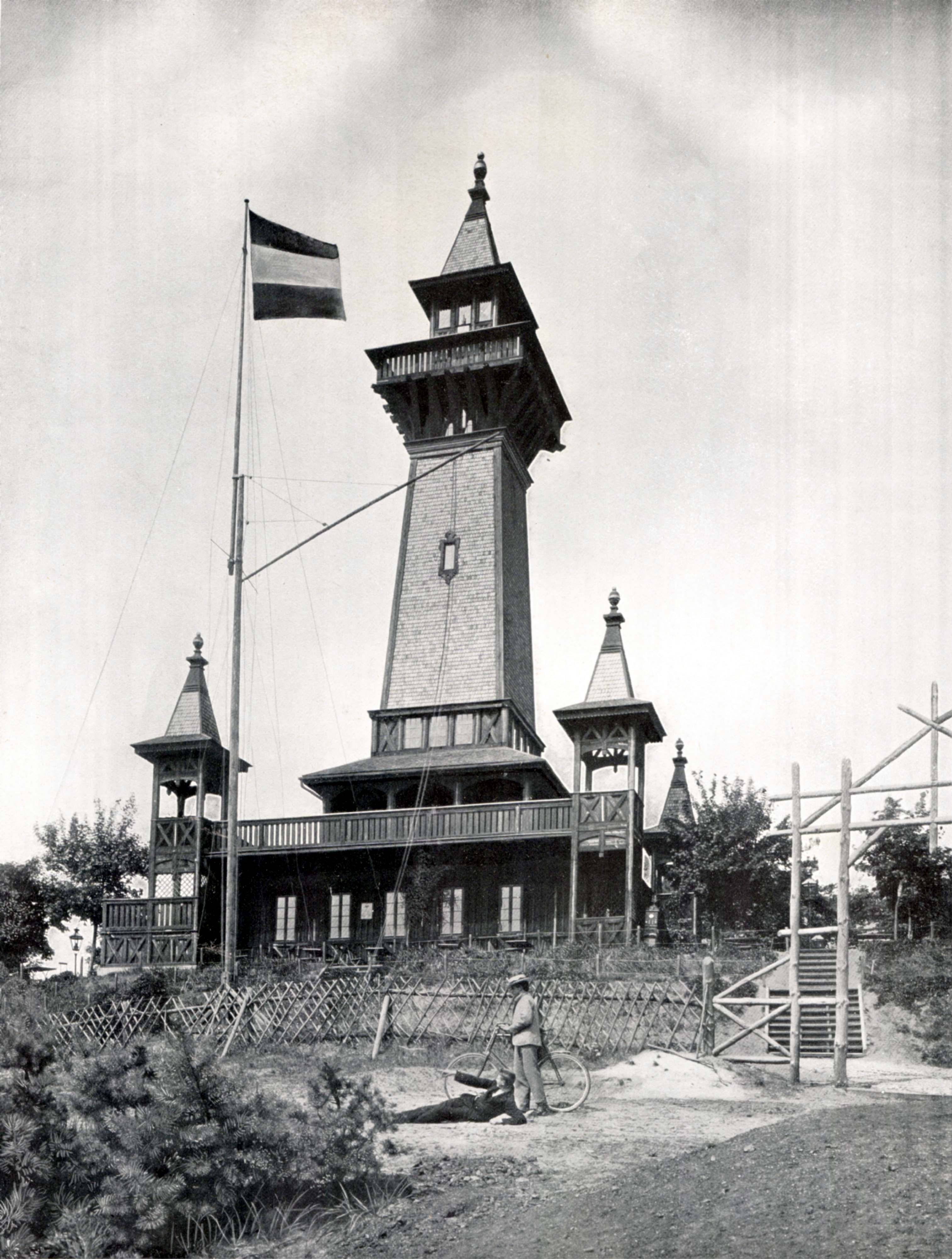
Det äldre utsiktstornet (ca 1900)

Müggelturm är ett utsiktstorn i sydöstra Berlin, i stadsdelen Köpenick söder om sjön Müggelsee. Tornet står på kullen Kleiner Müggelberg, är 29,6 meter högt och byggt av stål och betong. Det invigdes 1961 och ersatte ett äldre torn av trä som brann ned 1958.